# 銚子ケ滝
銚子ケ滝（ちょうしがたき）は、福島県郡山市熱海町石筵の安達太良山麓にある滝。日本の滝百選の一つ。
名前の由来は滝の形が酒を入れる銚子に似ていること。
滝に娘を人身御供にすると滝壺にひそむ竜神が雨を降らすという言い伝えがあり、昔名主の娘が滝壺に身を投じて旱魃に苦しんでいた村を救ったという伝説がある。

## 交通アクセス
- 磐越自動車道磐梯熱海ICから福島県道24号中の沢熱海線を沼尻方面へ車で約20分、石筵ふれあい牧場入口から約5kmの登山道入口から徒歩約40分。登山道入口に駐車場あり。
- 石筵ふれあい牧場内の道路を通り、牧場の駐車場から約5kmの休憩所脇にある登山道入口から徒歩約25分。